# نیتاواش، مینه‌سوتا
نیتاواش (به انگلیسی: Naytahwaush) یک منطقهٔ مسکونی در ایالات متحده آمریکا است که در تووین لیکس تاونشیپ واقع شده‌است. نیتاواش ۸٫۵ کیلومتر مربع مساحت و ۵۷۸ نفر جمعیت دارد و ۴۵۳ متر بالاتر از سطح دریا واقع شده‌است.